# Inventaire des émissions
L'inventaire des émissions est le bilan tant qualitatif que quantitatif des émissions d'une zone déterminée dans un intervalle de temps donné dans le domaine de pollution atmosphérique.
En général, on établit un tel inventaire en listant les types d'émetteurs existants et les polluants (ou les gaz à effet de serre) émis. Exemple d'un inventaire (limitée aux aspects qualitatifs) :
- émissions liées à la production d'énergie thermique (centrales thermiques : SO2, NOx, CO, CO2…), chauffages individuels (fioul, gaz, charbon, bois…: SO2, NOx, particules en suspension, HAP, dioxines, …)
- industries : pétrole, chimie, sidérurgie, cimenteries.. :  CO2, CO, hydrocarbures  divers, NOx, COV, métaux lourds…
- Transports : automobile, aviation … : SO2, NOx, CO, CO2, hydrocarbures, COV, imbrûlés, métaux lourds, HAP
- Traitement des déchets : incinérateurs d'O.M., de D.I.B. ou de D.I.S. (HCl, métaux lourds, dioxines, …), décharges contrôlées (CH4)
- Activité agricole : polluants liés à l'utilisation d'engrais, de produits phytosanitaires, ou de décompositions organiques .. : NH3, CH4, N2O, CO, pesticides …
- « Polluants »[1] naturels : décompositions naturelles, réenvols de poussières, pollens, volcanisme : N2O, CH4, particules en suspension, etc.

Pour un inventaire précis, on s'efforcera, soit à l'aide de données d'émissions quantifiées (mesures aux cheminées, aux échappements, etc), soit à l'aide de facteurs d'émission, soit à l'aide d'estimations, d'évaluations, de modélisations, etc., de quantifier les polluants émis.
L'établissement précis d'un inventaire d'émission sur une zone telle une agglomération, un canton, un département, sur une certaine période est une opération particulièrement difficile et laborieuse. Elle l'est d'autant plus que la majorité des polluants émis subissent des déplacements (effets des vents), des lavages (pluie, neige) et des transformations et conversions chimiques.